# Amphoe Thepha
Amphoe Thepha (thailändisch อำเภอ เทพา, malaiisch Tiba) ist ein  Landkreis (Amphoe – Verwaltungs-Distrikt) im Südosten der Provinz Songkhla. Die Provinz Songkhla liegt in der Südregion von Thailand an der Küste zum Golf von Thailand.

## Geographie
Benachbarte Distrikte und Gebiete (von Osten im Uhrzeigersinn): die Amphoe Nong Chik und Khok Pho in der Provinz Pattani sowie die Amphoe Saba Yoi, Na Thawi und Chana in der Provinz Songkhla. Im Norden liegt der Golf von Thailand.

## Geschichte
Thepa war ursprünglich eine Erste-Klasse-Mueang, sie war Mueang Phatthalung untergeordnet. Der Gouverneur musste regelmäßig einen Gold-und-Silber-Baum (Bunga mas) als Tribut an den Gouverneur von Phatthalung senden. In der Regierungszeit von König Phra Phutthaloetla (Rama II.) wurde die Stadt an Songkhla verwiesen und zur Dritte-Klasse-Mueang erhoben.
In den Thesapiban-Verwaltungs-Reformen wurde 1901 die Mueang zu einem Distrikt von Songkhla herabgestuft. Das Verwaltungsgebäude lag zu jener Zeit in Ban Phra Phut (บ้านพระพุทธ), Dorf 2 des Thepha-Unterbezirks. Als 1932 die Eisenbahn durch den Distrikt gebaut wurde, wurde das Verwaltungsgebäude nach Ban Tha Phru (บ้านท่าพรุ), Dorf 1 des Unterbezirks Thepha verlegt, näher an den Bahnhof Tha Muang (ท่าม่วง). Daher wurde später auch der Bahnhof „Thepa“ genannt.

## Sehenswürdigkeiten
- Sakom-Strand (Thai: หาดสะกอม, Hat Sakom) – Strand mit feinkörnigem Sand und mit Kiefern bestanden. Entfernung zur Kreishauptstadt 53 km. Möglichkeit zum Fischfang bietet ein Ausflug mit einem gecharterten Fischerboot zur Insel Ko Kham, die nur 2 km vor der Küste liegt.

## Verwaltung

### Provinzverwaltung
Amphoe Thepha ist in sieben Unterbezirke (Tambon) eingeteilt, welche weiter in 65 Dorfgemeinschaften (Muban) unterteilt sind.
| Nr. | Name      | Thai     | Muban | Einw.  |
| --- | --------- | -------- | ----- | ------ |
| 1.  | Thepha    | เทพา     | 08    | 12.174 |
| 2.  | Pak Bang  | ปากบาง   | 08    | 09.129 |
| 3.  | Ko Saba   | เกาะสะบ้า | 08    | 05.584 |
| 4.  | Lam Phlai | ลำไพล    | 11    | 15.170 |
| 5.  | Tha Muang | ท่าม่วง    | 14    | 16.749 |
| 6.  | Wang Yai  | วังใหญ่    | 08    | 06.959 |
| 7.  | Sakom     | สะกอม    | 08    | 07.692 |

### Lokalverwaltung
Es gibt zwei Kleinstädte (Thesaban Tambon) im Landkreis:
- Thepha (เทศบาลตำบลเทพา) besteht aus Teilen des Tambon Thepha.
- Lam Phlai (เทศบาลตำบลลำไพล) besteht aus dem ganzen Tambon Lam Phlai

Außerdem gibt es sechs „Tambon-Verwaltungsorganisationen“ (TAO, องค์การบริหารส่วนตำบล) für die Tambon oder die Teile von Tambon im Landkreis, die zu keiner Stadt gehören.